# Lon Kruger
Lon Kruger, né le 19 août 1952, à Silver Lake, au Kansas, est un joueur et entraîneur américain de basket-ball. Il évolue au poste de meneur.

## Palmarès
- Vainqueur de l'Universiade d'été de 1995